# 首塚

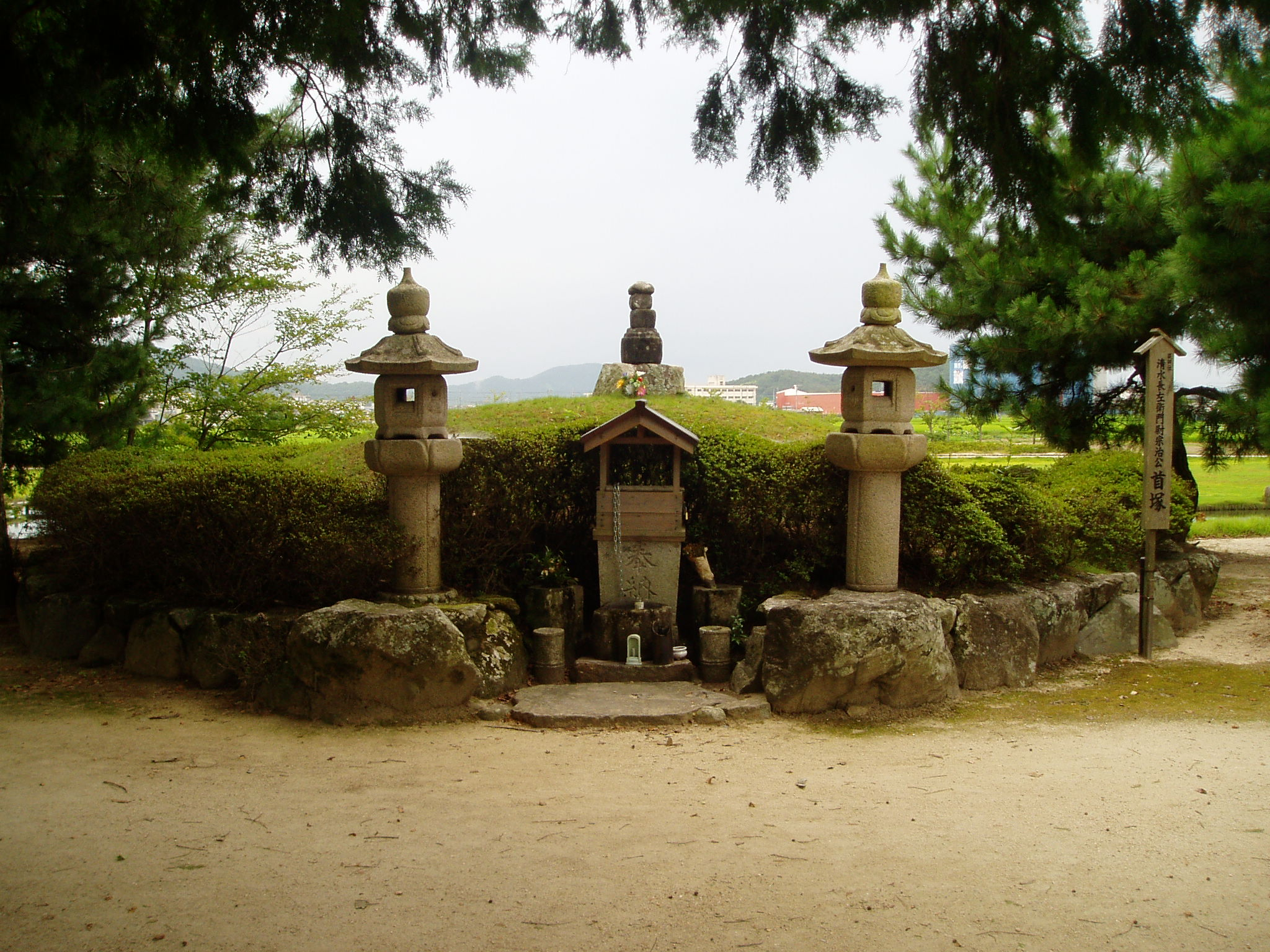
清水宗治首塚（備中高松城）

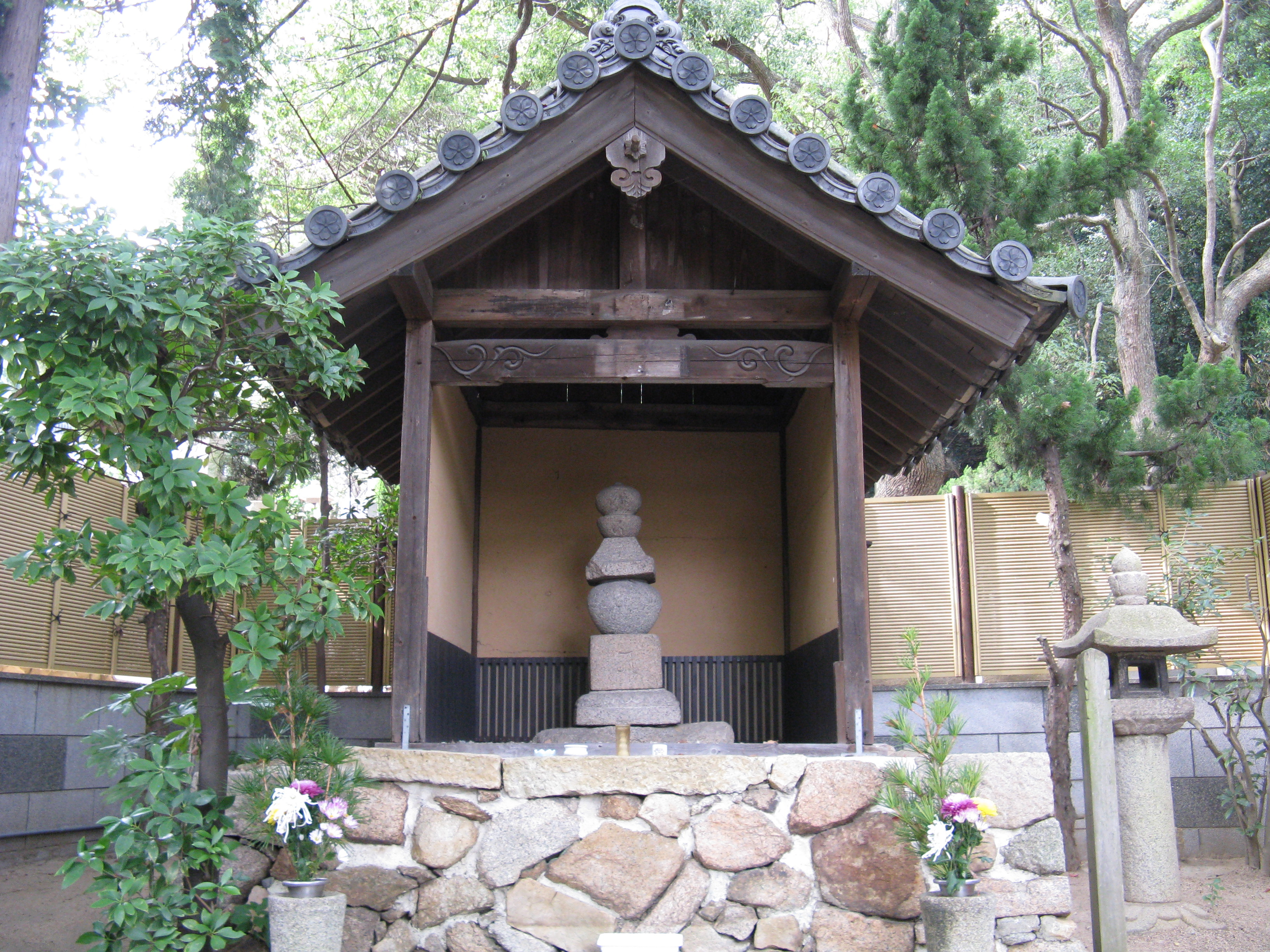
平敦盛首塚（須磨寺）

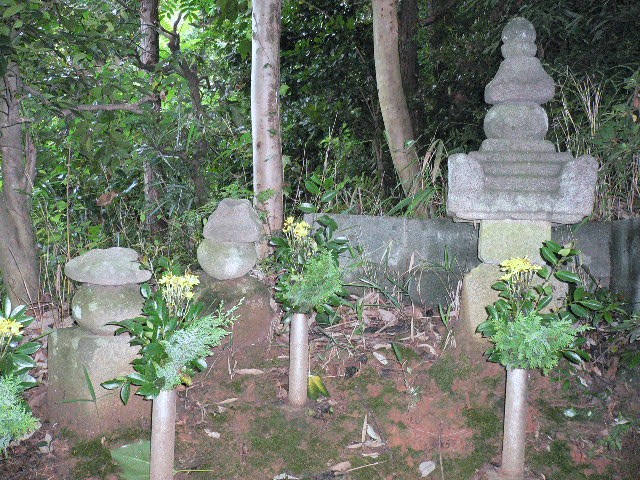
今川義元首塚（東向寺）

首塚（くびづか）とは、合戦などにおいて討ち取られた者の首、捕虜に取られた者の首、あるいは斬首刑にされた罪人の首を供養するための「塚」の事である。原則として土を盛り上げた塚の形状だが、首塚と称するものの平坦地である例もある。
日本では戦功を首実検で確認していたため、その首を弔うものとして多数の首塚が作られた。
首塚には、後に怨霊となる恐れがある単独の者（敵武将など）のものや、雑兵であっても多数の戦死者が出た場合（関ヶ原の戦いなど大きな戦い）のものなどがあり、今なお、全国各地に多数存在する。

## 全国の首塚
東北地方
- 浅利勝頼の首塚：秋田県能代市檜山

関東地方
- 簗瀬八幡平の首塚：群馬県安中市簗瀬（安中市指定史跡）
- 平重衡の首塚：埼玉県本庄市児玉町蛭川（本庄市指定史跡[2]）
- 平将門の首塚：東京都千代田区大手町
- 丸橋忠弥首塚：東京都品川区南品川 妙蓮寺
- 玉縄首塚：神奈川県鎌倉市[3]（玉縄城）
- 源実朝公御首塚：神奈川県秦野市東田原（秦野市指定史跡[4]）
- 新田義貞の首塚：神奈川県小田原市東町

中部地方
- 山口宗永の首塚：石川県加賀市大聖寺新町
- 川中島の戦いの首塚：長野県長野市八幡原史跡公園内に2基と公園外に1基
- 鬼の首塚：岐阜県可児郡御嵩町中 国道21号沿い
- 関ヶ原の戦いでの戦没者の慰霊碑。国の史跡。
  - 東首塚：岐阜県不破郡関ケ原町関ケ原908-3。関ケ原駅から約300メートル。
  - 西首塚：岐阜県不破郡関ケ原町関ケ原2236。関ケ原駅から約700メートル。
- 平将門十九首塚：静岡県掛川市[5]
- 千本浜の首塚：静岡県沼津市本千本[6]
- 日本左衛門の首塚：静岡市島田市金谷東 宅円庵

- 今川義元の首塚：愛知県西尾市駒場町 東向寺
- 小牧・長久手の戦いの首塚：愛知県長久手市岩作
- 近藤勇の首塚：愛知県岡崎市本宿 法蔵寺
- 松平信康の首塚：愛知県岡崎市朝日町森畔

近畿地方
- 明智光秀の首塚：京都府京都市白川通三条下ル　和菓子「餅寅」の横
- 酒呑童子の首塚：京都府京都市西京区老ノ坂
- 木曾義仲の首塚（八坂墓）：京都府京都市東山安井の法観寺
- 新田義貞の首塚：京都府京都市嵯峨野 滝口寺
- 頼政塚：京都府亀岡市西つつじケ丘
- 楠木正成の首塚：大阪府河内長野市寺元 観心寺
- 足利義教の首塚：兵庫県加東市新定 安国寺
- 長治公首塚：兵庫県三木市[7]
- 平敦盛首塚：兵庫県神戸市須磨区須磨寺町 須磨寺
- 蘇我入鹿の首塚：奈良県高市郡明日香村

中国地方
- 清水宗治首塚：岡山県岡山市北区高松 備中高松城

九州地方
- 郡崩れの殉教者の首塚：長崎県大村市原口町公民館前。
- 天草四郎の首塚（千人塚）：熊本県上天草市原城址